# محمد الغنيمي
محمد عمر الطاهر الغنيمي (ولد في 13 يناير 1998 في طرابلس، ليبيا) لاعب كرة قدم ليبي يجيد اللعب في مركز المهاجم. يلعب حاليا لصالح الاتحاد الرياضي السوفي الجزائري منذ 24 أغسطس 2023.

## المسيرة الرياضية

### الأندية
في 25 يونيو 2023 انتقل الغنيمي من زاخو العراقي إلى نادي الحد البحريني في صفقة انتقال حر.
في 24 أغسطس 2023 انتقل الغنيمي من الحد إلى الاتحاد الرياضي السوفي الجزائري في صفقة انتقال حر.